# Lucaskerk (Utrecht)
De Lucaskerk was een protestantse kerk gevestigd aan de Bernadottelaan 9 in de Nederlandse stad Utrecht. De kerk was gewijd aan de evangelist Lucas. De kerk is in 1985 afgebroken.

## Geschiedenis
In 1961 werd de Lucaskerk gebouwd voor de in aanbouw zijnde wijk Kanaleneiland. P.H. Dingemans, een volgeling van Granpré Molière, ontwierp de kerk. Met de naamkeuze Lucas was deze kerk de derde in een reeks van vier kerken die vernoemd waren naar de evangelisten.
In de decennia die volgden kreeg de kerk te maken met zowel ontkerkelijking als verandering van de bevolkingssamenstelling van de wijk. In 1985 werd de kerk alweer afgebroken. De gemeente is gevoegd bij de Triumphatorkerk. De klok uit de klokkentoren kreeg een plaats bij het oorlogsmonument van het Fort bij Rijnauwen.